# Feccia (fiume)
La Feccia è un fiume della provincia di Siena, in Toscana.